# Hacksjön (Bygdeå socken, Västerbotten, 712934-172695)
Hacksjön är en sjö i Robertsfors kommun i Västerbotten och ingår i Dalkarlsåns huvudavrinningsområde.